# 1944 en sport
Cet article présente les faits marquants de l'année 1944 en sport.

## Baseball
- Les Saint-Louis Cardinals remportent les World Series face aux Saint-Louis Browns.
- En World Series noires le Homestead Grays (NNL) s'imposent par 4 victoires à 1 face aux Birmingham Black Barons (NAL).

## Basket-ball
- FC Grenoble champion de France chez les hommes, c'est Linnet's Saint-Maur qui l'emporte chez les féminines.

## Cyclisme
- Le Belge Maurice Desimpelaere s’impose sur le Paris-Roubaix.

## Football
- 7 mai : l'Équipe fédérale Nancy-Lorraine remporte la Coupe de France face à l'Équipe fédérale Reims-Champagne, 4-0.
- Dresdner SC champion d'Allemagne.
- Valence FC champion d'Espagne.
- Les clubs professionnels français forment une Ligue.
- France : Lens-Artois, Champion de France 1943-1944

- - Article détaillé : 1944 en football

## Football américain
- 17 décembre : Green Bay Packers champion de la National Football League. Article détaillé : Saison NFL 1944.

## Football canadien
- Coupe Grey : HMCS St. Hyacinthe/HMCS Donnacona Navy Combines (en) 7, Flying Wildcats de Hamilton 6.

## Golf
- L’Américain Bob Hamilton remporte le tournoi de l’USPGA.

## Hockey sur glace
- Les Canadiens de Montréal remportent la Coupe Stanley.
- Chamonix est champion de France.
- Le HC Davos remporte le championnat de Suisse.

## Rugby à XIII
- 16 et 17 septembre, Toulouse : les anciens dirigeants des clubs de la division Nationale (obligés de jouer au rugby à 15 d'octobre 1940 à juin 1944 pour sauver leur club) tiennent réunion et relancent tant la Ligue Française de Rugby à XIII que le Rugby à XIII en France.

## Rugby à XV
- Perpignan champion de France.

## Tennis
- Championnat des États-Unis :
  - l’Américain Frank Parker s’impose en simple hommes ;
  - l’Américaine Pauline Betz s’impose en simple femmes.

## Naissances
Janvier
- 12 janvier : Joe Frazier, boxeur américain.
- 20 janvier : Isao Okano, judoka japonais, champion olympique (mi-moyens) aux Jeux de Tokyo en 1964.

Février
- 4 février : Miklós Páncsics, footballeur hongrois. († 7 août 2007).
- 14 février : Ronnie Peterson, pilote automobile suédois ayant obtenu 10 victoires en 123 GP de Formule 1 entre 1970 et 1978. († 11 septembre 1978).
- 17 février : Jo Maso, joueur de rugby à XV français, puis manager de l'équipe de France.
- 21 février : Lajos Sătmăreanu, footballeur roumain († 30 juin 2025).
- 25 février : François Cevert, pilote automobile français de Formule 1. († 6 octobre 1973).

Mars
- 15 mars : Ivan Curkovic, footballeur yougoslave.
- 20 mars : Roger Magnusson, footballeur suédois.
- 29 mars : Ilsa Konrads, nageuse australienne d'origine lettone.

Avril
- 3 avril : Harold Hodge dit Gomer Hodge, joueur de baseball américain. († 13 mai 2007).
- 8 avril :
  - Joseph Yegba Maya, dit Joseph, footballeur camerounais, joueur emblématique de l'Olympique de Marseille au cours des années soixante.
  - Jimmy Walker, joueur de basket-ball professionnel américain. († 2 juillet 2007).
- 15 avril : Kunishige Kamamoto, footballeur japonais. († 10 août 2025).

Mai
- 23 mai : John Newcombe, joueur de tennis australien.

Juin
- 5 juin : Tommie Smith, athlète américain.
- 9 juin : Christine Goitschel, skieuse alpin française.
- 12 juin : Tommie Smith, athlète américain.
- 16 juin : Annie Famose, skieuse alpin française.

Juillet
- 7 juillet : Tony Jacklin, golfeur anglais.
- 20 juillet : Olivier de Kersauson, skipper (voile) français.
- 24 juillet : Daniel Morelon, cycliste français.
- 30 juillet : Pat Kelly, joueur de baseball américain. († 2 octobre 2005).
- 31 juillet : Paolo Pileri,  pilote moto italien († 12 février 2007).

Août
- 9 août : Patrick Depailler, pilote automobile français.
- 19 août : Mordechai Spiegler, footballeur israélien.
- 20 août : Rudolf Thanner, joueur allemand de hockey sur glace. († 9 août 2007).
- 28 août : Roger DeCoster, pilote moto belge.
- 30 août : Frank McGraw, joueur américain de baseball. († 5 janvier 2004).

Septembre
Octobre
- 13 octobre : Jean-Claude Bouttier, boxeur français
- 24 octobre : Viktor Prokopenko, footballeur, puis entraineur ukrainien. Entraîneur du FC Shakhtar Donetsk. († 18 août 2007).

Novembre
- 7 novembre : Bob Windle, nageur australien.
- 17 novembre : Édouard Kula, footballeur français. († 29 novembre 2007).
- 21 novembre : Earl Monroe, joueur de basket-ball américain, surnommé Earl the Pearl.

Décembre
- 17 décembre : Ferenc Bene, footballeur hongrois. († 27 février 2006).
- 22 décembre : Steve Carlton, joueur de baseball américain.
- 25 décembre : Jairzinho, footballeur brésilien

## Décès
- 22 janvier : Archibald Corble, escrimeur britannique. (° 26 mai 1883).
- 5 mars : Rudolf Harbig, 30 ans, athlète allemand. (° 8 novembre 1913).